# 루카럭스
루카럭스(본명: 장유찬, 2004년 2월 21일 ~ )는 대한민국의 리그 오브 레전드 프로게이머로 포지션은 탑 라이너이다. 아이디는 LukaLux이다.

## 선수 생활
2021시즌을 앞두고 프레딧 브리온의 2군팀에 입단하면서 프로 커리어를 시작했다. 2021시즌 종료 후 팀에서 퇴단했다.
2022시즌을 앞두고 한화생명 e스포츠에 입단했다. 2022시즌 종료 후 팀에서 퇴단했다.

## 소속팀
| # | 팀명             | 소속 기간             | 소속 리그 | 비고 |
| - | ---------------- | --------------------- | --------- | ---- |
| 1 | 프레딧 브리온    | 2021.01~2021.11.12    | LCK       |      |
| 2 | 한화생명 e스포츠 | 2021.12.13~2022.11.22 | LCK       |      |